# Nuoto ai XVII Giochi paralimpici estivi - Donne 50 metri stile libero
Le gare di nuoto 50 metri stile libero femminili ai XVII Giochi paralimpici estivi si sono svolte tra il 29 agosto e il 6 settembre 2024 alla Paris La Défense Arena.

## Programma
Sono stati disputati 6 eventi, articolati in una serie di batterie di qualificazione in mattinata; la finale è stata disputata nel pomeriggio/sera del medesimo giorno.
| S4  |   |   |  |  |   |   |  |  |   |   |  |  |  |  |   |   | B | F |
| S6  | B | F |  |  |   |   |  |  |   |   |  |  |  |  |   |   |   |   |
| S8  |   |   |  |  |   |   |  |  |   |   |  |  |  |  | B | F |   |   |
| S10 | B | F |  |  |   |   |  |  |   |   |  |  |  |  |   |   |   |   |
| S11 |   |   |  |  | B | F |  |  |   |   |  |  |  |  |   |   |   |   |
| S13 |   |   |  |  |   |   |  |  | B | F |  |  |  |  |   |   |   |   |

| M | mattina | P | pomeriggio/sera |

| B | Batterie | F | Finale per medaglia d'oro |

## Risultati
Tutti i tempi sono espressi in secondi.

### S4
Le gare si sono svolte il 6 settembre 2024.
| Pos. | Atleta                      | Nazione     | Tempo | Note             |
| ---- | --------------------------- | ----------- | ----- | ---------------- |
|      | Leanne Smith (S3)           | Stati Uniti | 40,03 | Record mondiale  |
|      | Tanja Scholz                | Germania    | 40,75 |                  |
|      | Rachael Watson (S3)         | Australia   | 41,17 | Record oceaniano |
| 4    | Patricia Pereira dos Santos | Brasile     | 41,75 |                  |
| 5    | Nely Edith Miranda Herrera  | Messico     | 42,07 |                  |
| 6    | Peng Qiuping                | Cina        | 43,34 |                  |
| 7    | Zulfiya Gabidullina         | Kazakistan  | 43,75 |                  |
| –    | Lidia Vieira da Cruz        | Brasile     | –     | squalificata     |

### S6
Le gare si sono svolte il 29 agosto 2024.
| Pos. | Atleta                   | Nazione     | Tempo | Note                                 |
| ---- | ------------------------ | ----------- | ----- | ------------------------------------ |
|      | Jiang Yuyan              | Cina        | 32,59 | Record paralimpico · Record asiatico |
|      | Ellie Marks              | Stati Uniti | 32,90 | Record panamericano                  |
|      | Anna Hontar              | Ucraina     | 33,01 |                                      |
| 4    | Shelby Newkirk           | Canada      | 34,08 |                                      |
| 5    | Mayara Do Amaral Petzold | Brasile     | 35,60 |                                      |
| 6    | Nicole Turner            | Irlanda     | 35,65 |                                      |
| 7    | Nora Meister             | Svizzera    | 35,78 |                                      |
| 8    | Zhu Ji                   | Cina        | 36,43 |                                      |

### S8
Le gare si sono svolte il 5 settembre 2024.
| Pos. | Atleta                             | Nazione                     | Tempo | Note |
| ---- | ---------------------------------- | --------------------------- | ----- | ---- |
|      | Alice Tai                          | Gran Bretagna               | 29,91 |      |
|      | Cecilia Kethlen Jeronimo de Araujo | Brasile                     | 30,31 |      |
|      | Viktoriia Ishchiulova              | Atleti Paralimpici Neutrali | 30,79 |      |
| 4    | Jiang Shengnan                     | Cina                        | 30,97 |      |
| 5    | Zhu Hui                            | Cina                        | 31,33 |      |
| 6    | Xenia Francesca Palazzo            | Italia                      | 31,90 |      |
| 7    | Jin Xiaoqin                        | Cina                        | 31,91 |      |
| 8    | Mallory Weggemann (S7)             | Stati Uniti                 | 33,43 |      |

### S10
Le gare si sono svolte il 29 agosto 2024.
| Pos. | Atleta                         | Nazione     | Tempo | Note            |
| ---- | ------------------------------ | ----------- | ----- | --------------- |
|      | Chen Yi                        | Cina        | 27,10 | Record mondiale |
|      | Christie Raleigh-Crossley (S9) | Stati Uniti | 27,38 |                 |
|      | Aurelie Rivard                 | Canada      | 27,62 |                 |
| 4    | Alessia Scortechini            | Italia      | 27,70 |                 |
| 5    | Emeline Pierre                 | Francia     | 27,77 |                 |
| 6    | Alexa Leary (S9)               | Australia   | 27,79 |                 |
| 7    | Mariana Ribeiro (S9)           | Brasile     | 27,81 |                 |
| 8    | Jasmine Greenwood              | Australia   | 28,49 |                 |

### S11
Le gare si sono svolte il 31 agosto 2024.
| Pos. | Atleta               | Nazione       | Tempo | Note            |
| ---- | -------------------- | ------------- | ----- | --------------- |
|      | Ma Jia               | Cina          | 28,96 | Record mondiale |
|      | Karolina Pelendritou | Cipro         | 29,82 |                 |
|      | Maryna Piddubna      | Ucraina       | 30,30 |                 |
| 4    | Zhang Xiaotong       | Cina          | 30,40 |                 |
| 5    | Li Guizhi            | Cina          | 30,45 |                 |
| 6    | Liesette Bruinsma    | Paesi Bassi   | 30,66 |                 |
| 7    | Scarlett Humphrey    | Gran Bretagna | 30,85 |                 |
| 8    | Anastasia Pagonis    | Stati Uniti   | 31,08 |                 |

### S13
Le gare si sono svolte il 2 settembre 2024.
| Pos. | Atleta                              | Nazione     | Tempo | Note |
| ---- | ----------------------------------- | ----------- | ----- | ---- |
|      | Maria Carolina Gomes Santiago (S12) | Brasile     | 26,75 |      |
|      | Gia Pergolini                       | Stati Uniti | 27,51 |      |
|      | Carlotta Gilli                      | Italia      | 27,60 |      |
| 4    | Marian Polo Lopez                   | Spagna      | 27,64 |      |
| 5    | Olivia Chambers                     | Stati Uniti | 27,65 |      |
| 6    | Elena Krawzow (S12)                 | Germania    | 27,98 |      |
| 7    | Emma Feliu Martin                   | Spagna      | 27,99 |      |
| 8    | Grace Nuhfer                        | Stati Uniti | 28,22 |      |